# Nicht zu verheiraten
Nicht zu verheiraten (Originaltitel: Vert paradis) ist ein französisches Fernseh-Komödie aus dem Jahr 2003. Im Französischen ist der Film auch unter dem Titel Les Cadets de Gascogne bekannt.

## Handlung
Der in Paris lebende Soziologe Lucas steht kurz vor der Fertigstellung seiner Doktorarbeit mit dem Thema „Singles auf dem Land“. Um diese Arbeit beenden zu können, reist er in das südwestfranzösische Dorf seiner Kindheit. Bei den dort lebenden Single-Männern will er seine Thesen überprüfen. Aber stattdessen trifft er seine Jugendfreunde Isabelle und Simon wieder. Diese waren einst ein Paar, für Lucas sogar ein Traumpaar, bevor sie sich vor zehn Jahren abrupt trennten. Also fasst er den Plan, beide zusammenzuführen.

## Kritiken
„Eine Tragikomödie, in deren Verlauf der vermeintlich abgeklärte Protagonist feststellen muss, dass er weit verwurzelter ist als angenommen, und dass sich auch in der Provinz Dinge bewegen, auch wenn auf den ersten Blick noch die vertrauten Strukturen gepflegt werden.“

„Nicht zu verheiraten von Emmanuel Bourdieu, Sohn des berühmten Soziologen Pierre Bourdieu, erzählt filigran die bewegende Geschichte eines in Paris lebenden Soziologen, der feststellen muss, dass er mehr mit seiner ländlichen Heimat und seiner Vergangenheit verwurzelt ist, als er sich eingestanden hat. Seine wissenschaftliche Untersuchung wird zu einer persönlichen Befragung und Dokumentation der unterschiedlichen Lebenswege dreier Jugendfreunde.“

„Emmanuel Bourdieu inszenierte einen sehr schönen sentimentalen Krimi, voller Missverständnisse, Schweigen, Zögern, Emotionen Geheimnisse, und mit einer seltenen Empfindlichkeit und Genauigkeit.“

## Hintergrund
Der Film wurde als Bester Fernsehfilm und für den Besten Hauptdarsteller beim Festival de la Fiction TV, Saint-Tropez  ausgezeichnet. Außerdem wurde er als Bester fremdsprachiger Fernsehfilm beim Genfer Filmfest Cinéma tout écran ausgezeichnet.
In Deutschland hatte der Film am 12. Dezember 2003 seine Premiere auf Arte.